# گرایوو
گرایوو (به لهستانی:  Grajewo) یک منطقهٔ مسکونی در لهستان است که در شهرستان گرایوو واقع شده‌است. گرایوو ۱۸٫۹۳ کیلومتر مربع مساحت و ۲۱٬۴۹۹ نفر جمعیت دارد.